# Quận Cheyenne, Kansas
Quận Cheyenne là một quận thuộc tiểu bang Kansas, Hoa Kỳ.
Quận này được đặt tên theo thổ dân bản địa. Theo điều tra dân số của Cục điều tra dân số Hoa Kỳ năm 2020, quận có dân số 2.616 người. Quận lỵ đóng ở St. Francis.